# 模里西斯 (1968年—1992年)
模里西斯 (1968年—1992年)是一個獨立的主權國家，是大英國協王國內的一個以伊莉莎白二世女王為國家元首的君主立憲制國家。

## 歷史
1968年，英國《1968年模里西斯獨立法》給予英國直轄殖民地模里西斯獨立。英國女王伊莉莎白二世仍然作為模里西斯女王以及其他大英國協王國國家的女王。
伊莉莎白二世於1972年3月24日至26日訪問模里西斯。
1975年，一系列學生抗議活動演變成暴力活動。
模里西斯於1992年3月12日廢除君主制並成為共和國後，模里西斯最後一任總督維拉薩米·林加杜爵士成為模里西斯首任總統。